# Fosso delle Farfalle (sublitorale chietino)
Fosso delle Farfalle (sublitorale chietino) este o arie protejată (arie specială de conservare — SAC, sit de importanță comunitară — SCI) din Italia întinsă pe o suprafață de 792 ha, integral pe uscat.

## Localizare
Centrul sitului Fosso delle Farfalle (sublitorale chietino) este situat la coordonatele 42°15′30″N 14°28′20″E / 42.258333°N 14.472222°E.

## Înființare
Situl Fosso delle Farfalle (sublitorale chietino) a fost declarat sit de importanță comunitară în iunie 1995 pentru a proteja 3 specii de animale. Situl a fost protejat și ca arie specială de conservare în decembrie 2018.

## Biodiversitate
Situată în ecoregiunea continentală, aria protejată conține 6 habitate naturale: Păduri ilirice de stejar și carpen (Erythronio-Carpinion), Păduri de Quercus ilex și Quercus rotundifolia, Tufărișuri termo-mediteraneene și de pre-deșert, Pseudostepă cu ierburi și specii anuale de Thero-Brachypodietea, Râuri mediteraneene cu debit permanent cu specii de Paspalo-Agrostidion și galerii riverane de Salix și de Populus alba, Păduri de stejar alb estice.
La baza desemnării sitului se află mai multe specii protejate:
- păsări (2): prigoare (Merops apiaster), gaia neagră (Milvus migrans)
- amfibieni (1): Salamandrina terdigitata

Pe lângă speciile protejate, pe teritoriul sitului au mai fost identificate 9 specii de plante, 1 specie de amfibieni, 1 specie de nevertebrate.